# Eduard Giovanny Sarmiento Hidalgo
Eduard Giovanny Sarmiento Hidalgo (4 de junio del 1983, Zipaquirá),  es un líder social y activista político colombiano. Actualmente es Representante a la Cámara Jurisdicción Cundinamarca, como parte de la coalición Pacto Histórico, con el aval del partido Polo Democrático Alternativo. 
Es Coordinador de la Comisión Accidental del Frente Parlamentario de lucha contra el Hambre, donde lidera iniciativas como el Sistema para la Garantía Progresiva del Derecho a la alimentación y la consolidación de la propuesta del Gobierno del Cambio relacionadas al programa Hambre Cero.
Expresidente de la Comisión Legal de seguimiento al proceso de Descentralización y Ordenamiento Territorial y actual delegado experto de la Cámara de Representantes ante la Comisión de Ordenamiento Territorial Nacional del DNP.
Fue Coordinador Ponente del Acto Legislativo para
reconocer al Campesinado como sujeto político y de derechos, aprobado en 2022. Desde el Congreso de la República, tiene como banderas la gobernanza del territorio y el agua, la defensa de la soberanía alimentaria y de los derechos económicos, sociales, culturales y ambientales (DESCA), el derecho a la alimentación y la paz.